# Прогрес (велосипед)

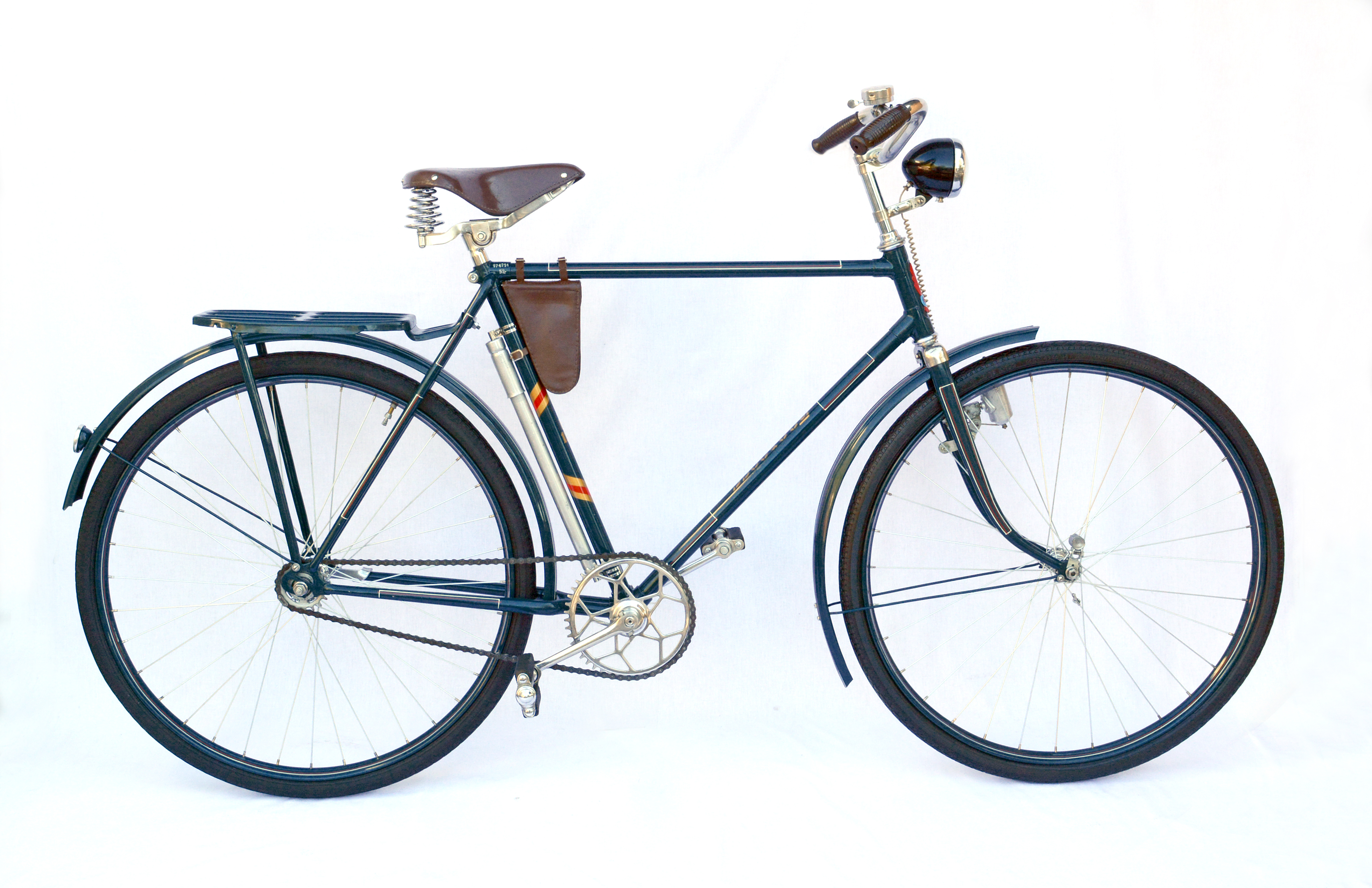
Чоловічий дорожній велосипед «Прогрес» В-110 виробництва Харківського велозаводу

«Прогрес» В-110 — чоловічий дорожній велосипед виробництва Харківського велозаводу.
Роки виробництва 1950—1958.
Перший уніфікований велосипед, що вироблявся кількома велозаводами СРСР.

## Загальні відомості
Після Другої світової війни в Харкові було відновлено роботу велосипедного заводу.
Виробнича база підприємства була поповнена обладнанням та верстатами, велосипедних заводів вивезених з Німеччини як військові репарації. Першою масовою продукцією нового підприємства в 1950-х роках були велосипеди В-14, В-27, жіноча модель В-22, спортивно-шосейний В-51, створені за німецькими зразками.
На початку 1950–х років, в ЦКБ велобудування Харківського велозаводу, було розроблено та почато виробництво типової моделі чоловічого дорожнього велосипеда «Прогрес» В-110, яка задала основну тенденцію розвитку дорожніх велосипедів в СРСР на багато років вперед. Згодом цю модель випускали майже всі велозаводи Радянського Союзу.

## Конструкція велосипеда
Рама велосипеда закритого типу, паяна із сталевих труб. Вилка жорстка, звичайної конструкції. Каретка педалей (типу BSA), важелі педалей кріпились стопорним клином. Педалі збірні, штамповані зі сталі, хромовані з гумовими вставками.
Обода коліс сталеві (з профілем «чайка») хромовані, або фарбовані. Розмір шин 40×622 мм (28х1+3/4″). Заднє колесо оснащувалось гальмівною втулкою типу «Torpedo». Сідло з товстою шкіряною покришкою оснащене двома спіральними пружинами. На його задній частині моделі ХВЗ кріпилася штампована хромована табличка з написом «Харьков».
Велосипеди фарбувалися в чорний колір, але певна кількість були синьо-зеленого, темно-червоного та інш. кольорів. Рама, крила і колеса прикрашались ліновками. На задньому крилі наносилася кольорова деколь (емблема велозаводу). На рамі, під трафарет фарбою наносились декоративні смужки і написи «В-110» та «Прогресс». На рульовій колонці заклепками кріпилися латунна штампована емблема велозаводу ХВЗ (або іншого).
На задньому крилі встановлювався велосипедний круглий катафот із скла рубінового кольору.
Велосипеди «Прогрес» В-110 поставлялися в продаж, в стандартній комплектації, в яку входили штампований багажник, нарамна сумочка з інструментами, велоаптечка, насос та дзвоник. Додатково пропонувалося придбати лічильник пробігу, фару і динамку. На деяких моделях встановлювався захисний щиток ланцюга.

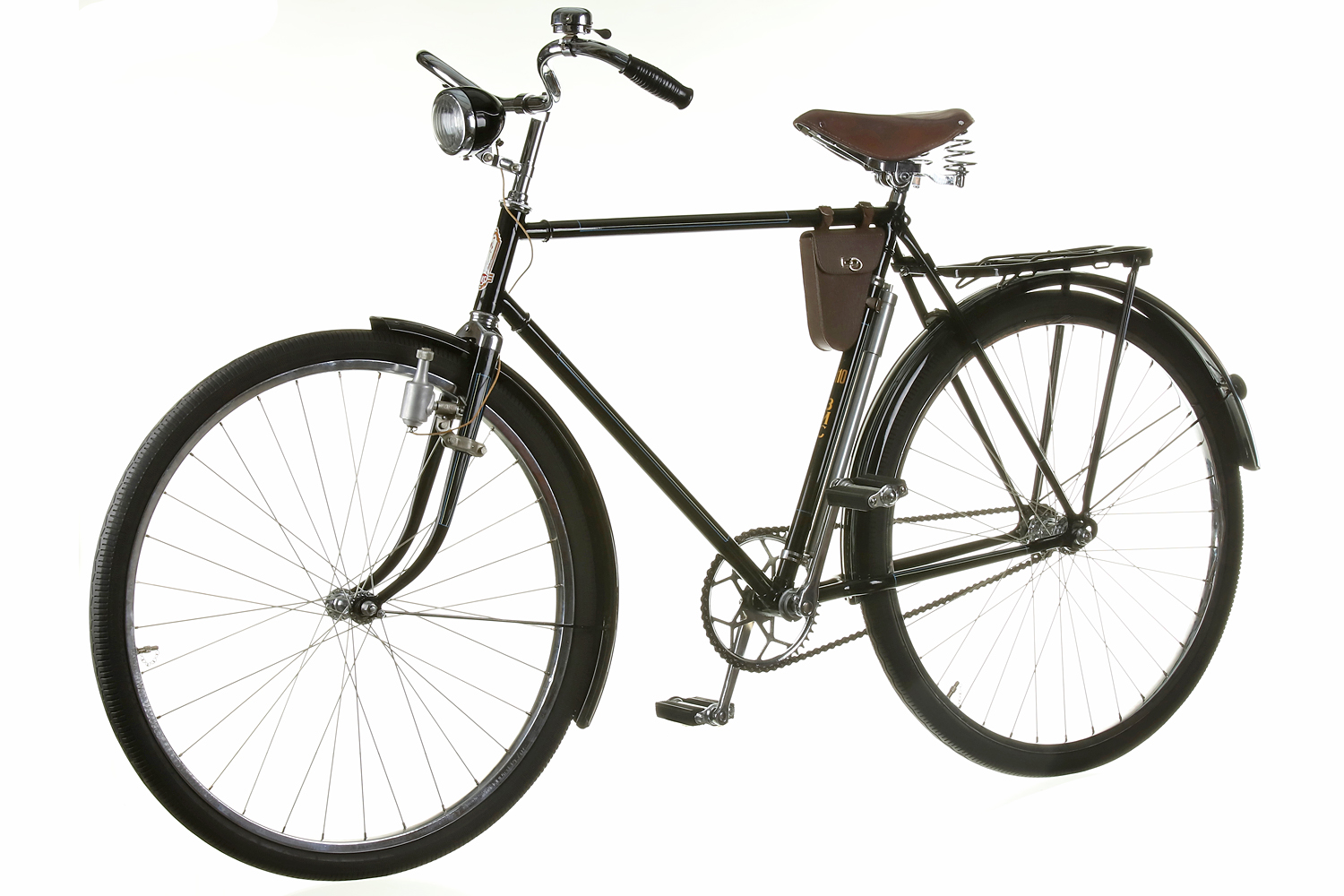
Велосипед «Прогрес» В-110 виробництва автозаводу ЗіС 1954 р. Ці велосипеди мали значні відмінності від прототипу ХВЗ

На всіх моделях велосипедів ХВЗ В-110, на підсідельному вузлі рами штампувався серійний номер та рік виробництва.
Технічні характеристики чоловічого дорожнього велосипеда «Прогрес» В-110:
- Висота рами –560, 580 мм
- База –1160 мм
- Розмір шин –40 х 622 мм (28х1+3/4″).
- Передня зірка (число зубців) –48
- Задня зірка (число зубців) –19
- Кількість передач –1
- Ланцюг роликовий 12,7×3,4 мм, 112 ланок
- Вага велосипеда без приладдя–16,5 кг[2]

## Цікаві факти
- Велосипед «Прогрес» вироблявся певний час на автозаводах ГАЗ[3] та ЗіС /ЗіЛ[4]
- Враховуючи стандартний однаковий кут з'єднання труб рами над педальною кареткою велосипедів «Прогрес» В-110, в ЦКБ велобудування Харківського велозаводу, під них було розроблено допоміжний бензиновий двигун Д-4.[5] Таким чином двигун легко монтувався на моделі всіх заводів без особливої доробки конструкції велосипеда.